# NGC 4107
NGC 4107 est une galaxie lenticulaire située dans la constellation de la Vierge. NGC 4107 a été découverte par l'astronome prussien Heinrich Louis d'Arrest en 1863. D'Arrest a de nouveau observé cette même galaxie le 23 mars 1865 sans se rendre compte qu'il s'agissait de son observation précédente. Cette nouvelle observation a été inscrite au catalogue NGC sous la désignation NGC 4078.

## Caractéristiques

### Distance
Sa vitesse par rapport au fond diffus cosmologique est de 2 890 ± 25 km/s, ce qui correspond à une distance de Hubble de 42,6 ± 3,0 Mpc (∼139 millions d'al).
À ce jour, une mesure non basée sur le décalage vers le rouge (redshift) donne une distance d'environ 56,400 Mpc (∼184 millions d'al). Cette valeur est à l'extérieur des valeurs de la distance de Hubble. Notons que c'est avec la valeur moyenne des mesures indépendantes, lorsqu'elles existent, que la base de données NASA/IPAC calcule le diamètre d'une galaxie et qu'en conséquence le diamètre de NGC 4107 pourrait être d'environ 16,1 kpc (∼52 500 al) si on utilisait la distance de Hubble pour le calculer.

### Galaxie active
NGC 4107 est une galaxie active à raies d’émissions optiques étroites (NLAGN).